# فنسنت لابري
فنسنت لابري هو متزلج سريع كندي، ولد في 14 فبراير 1983.

## وصلات خارجية
- فنسنت لابري على موقع SpeedSkatingBase.eu (الإنجليزية)
- فنسنت لابري على موقع SpeedSkatingNews.info (الإنجليزية)
- فنسنت لابري على موقع SpeedSkatingStats.com (الإنجليزية)
- فنسنت لابري على موقع اللجنة الأولمبية الدولية (الإنجليزية)
- فنسنت لابري على موقع أوليمبيديا (الإنجليزية)